# Беси Колман
Беси Колман (26. јануар 1892 — 30. април 1926) је била америчка цивилна авијатичарка. Била је прва афроамериканка пилот и прва особа самоидентификованог староседелачког порекла, која је имала пилотску дозволу. Добила је лиценцу од Fédération Aéronautique Internationale 15. јуна 1921. године и прва је позната црнкиња која је стекла међународну пилотску дозволу.
Рођена је у породици земљорадника у Тексасу. Колман је у младости радила на пољима памука, док је такође похађала малу школу, под утицајем расне сегрегације. Похађала је један семестар колеџа на Универзитету Лангстон. Колман се рано заинтересовала за летење, али Афроамериканци, староседеоци и жене нису имали прилике за обуку летења у Сједињеним Америчким Државама, па је штедела и добила спонзорства у Чикагу, да би отишла у Француску на школу летења.
Тада је постала пилот високог профила, на озлоглашено опасним изложбеним летовима у Сједињеним Америчким Државама. Била је позната као „Краљица Бес” и „Храбра Беси”, и надала се да ће покренути школу за афроамеричке летаче. Колман је умрла у авионској несрећи 1926. године. Њена улога била је инспирација првим пилотима и заједницама Афроамериканаца и староседеоца.

## Рани живот
Елизабет (Беси) Колман је рођена 26. јануара 1892. године у Атланти, Тексас. Као десето од тринаесторо деце Џорџа Колмана, Афроамериканца који је можда имао деду и бабу који су били Чероки или Чокто, и Сузан Колман, која је такође била Афроамериканка. Деветоро деце је преживело детињство, што је било типично за касни деветнаести и рани двадесети век. Када је Колман имала две године, њена породица се преселила у Воксахачи, у Тексасу, где су живели као деоничари. Колман је почела да похађа школу у Воксахачију са шест година. Пешачила је преко 6 километара сваког дана до своје једнособне школе, где је волела да чита и показала се као изванредан математичар. Ту је завршила основну школу.
Сваке сезоне, њена рутина школе, кућних послова и цркве била је прекинута да би учествовала у берби памука. 1901. гоидне, Џорџ Колман је напустио своју породицу. Преселио се у Оклахому, да пронађе боље прилике, али његова жена и деца нису следили. Са 12 година, Беси је примљена у школу мисионарске баптистичке цркве преко стипендије. Када је напунила осамнаест година, узела је своју уштеђевину и уписала Oklahoma Colored Agricultural and Normal University у Лангстону, Оклахома (сада се зове Универзитет Лангстон). Завршила је један семестар пре него што јој је понестало новца и вратила се кући.

## Каријера

### Чикаго
Године 1915, са 23 године, Колман се преселила у Чикаго, Илиноис, где је живела са својом браћом. У Чикагу је радила као маникер у берберници White Sox, где је чула приче о летењу током рата, од пилота који су се враћали кући из Првог светског рата. Пронашла је још један посао као управница ресторана у салону чилија, да би уштедела новац у нади да и сама постане пилот. Америчке летачке школе тог времена нису примале ни жене ни црнце, па ју је Роберт С. Абот, оснивач и издавач новина Chicago Defender, охрабрио да студира у иностранству. Абот је објавио њену потрагу у својим новинама и она је добила финансијско спонзорство од банкара Џесија Бинга.

### Француска
Беси Колман је похађала часове француског језика у школама језика Berlitz Corporation у Чикагу. Затим је отпутовала у Париз, Француска, 20. новембра 1920. године, како би стекла своју пилотску дозволу. Научила је да лети у двокрилцу Nieuport 564 са „системом управљања који се састојао од вертикалне палице дебљине бејзбол палице испред пилота и полуге кормила испод пилотових стопала.“
Колман је 15. јуна 1921. године постала прва црнкиња и прва особа самоидентификованог староседелачког порекла која је стекла дозволу пилота авијације и прва особа афричког порекла и прва особа самоидентификованог староседелачког порекла која је стекла међународну ваздухопловну лиценцу од Fédération Aéronautique Internationale Одлучна да усаврши своје вештине, Колман је провела наредна два месеца узимајући часове код француског пилота у близини Париза и септембра 1921. године, отпловила је за Америку. Постала је медијска сензација када се вратила у Сједињене Америчке Државе.

### Изложбено летење
Пошто је комерцијални лет био још деценију или више у будућности, Колман је брзо схватила да ће, да би зарађивала за живот као цивилни авијатичар, морати да постане каскадерска летачица „Barnstorming“, изводећи опасне трикове у ваздуху са тадашњим авионима, за публику која плаћа. Али, да би успела у овој веома конкурентној области, биле су јој потребне напредне лекције и опсежнији репертоар. Вративши се у Чикаго, није могла да нађе никога вољног да је подучава, па је фебруара 1922. године поново отпловила за Европу.
Колман је провела наредна два месеца у Француској, завршавајући напредни курс из авијације. Затим је отишла у Холандију, да се састане са Антонијем Фокером, једним од најугледнијих светских дизајнера авиона. Такође је отпутовала у Немачку, где је посетила Фокер корпорацију и добила додатну обуку од једног од главних пилота компаније. Затим се вратила у Сједињене Америчке Државе, како би започела своју каријеру у изложбеном летењу.
„Краљица Бес“, како је била позната, била је веома популарна у наредних пет година. Позвана на важне догађаје и често интервјуисана у новинама, дивили су јој се сви. Она је првенствено летела двокрилцима Curtiss JN-4 Jenny и другим авионима који су били војни вишак авиона преосталих из рата. Први пут се појавила на америчком изложбеном летењу 3. септембра 1922. године, на догађају у част ветерана потпуно Афроамеричког 369. пешадијског пука из Првог светског рата. догађај је одржан на Лонг Ајленду, близу Њујорка, а спонзорисан од стране њеног пријатеља Абота и Chicago Defender новина, где је речено да је Колман „најбоља жена летач на свету“ и приказано осморо других америчких пилота, као и скок падобранца Хуберта Џулијана.
Шест недеља касније, Колман се вратила у Чикаго, где је наступала на изложби летења, овог пута у част 370. пешадијског пука из Првог светског рата. Одржала је задивљујућу демонстрацију маневара храброг ђавола – укључујући осмице, петље и падове близу земље, пред великом и ентузијастичном масом.
Узбуђење каскадерског летења и дивљење навијачке гомиле, били су само део сна Беси Колман. Колман никада није изгубила из вида њен завет из детињства да ће једног дана „постићи нешто”. Као професионални авијатичар, Колман је често била критикована од стране штампе због њене опортунистичке природе и блиставог стила који је уносила у своје изложбе. Такође је брзо стекла репутацију вештог и смелог пилота, који се ни пред чим не би зауставио. У Лос Анђелесу је сломила ногу и три ребра, када је њен авион застао и срушио се 22. фебруара 1923. године.
Посвећена промовисању ваздухопловства и борби против расизма, Колман је држала говоре публици широм земље, о потрази за авијацијом и циљевима за Афроамериканце. Апсолутно је одбијала да учествује у ваздухопловним догађајима који су забрањивали присуство Афроамериканаца.
Током 1920-их, упознала је свештеника Хезакија Хила и његову супругу Вајолу на говорној турнеји у Орланду, на Флориди. Активисти заједнице позвали су је да остане са њима у парону Мисионарске баптистичке цркве, у насељу Парамор. Локална улица је преименована у улицу „Беси Колман“ у њену част 2013. године. Пар, који ју је третирао као ћерку, наговорио ју је да остане, а Колман је отворила козметички салон у Орланду, како би зарадила додатни новац за куповину сопственог авиона.
Преко својих контаката са медијима, понуђена јој је улога у дугометражном филму под називом „Сенка и сунце“, који ће финансирати Афроамеричка компанија за производњу филма. Она је радо прихватила, надајући се да ће публицитет помоћи да унапреди њену каријеру и обезбедити јој део новца који јој је био потребан за оснивање сопствене школе летења. Али, пошто је сазнала да прва сцена у филму од ње захтевала да се појави у похабаној одећи, са штапом и ранцем на леђима, одбила је улогу. „Очигледно... [Бесин] одлазак са филмског сета је била изјава принципа. Иако је била опортуниста у својој каријери, она никада није била опортуниста по питању расе. Није имала намеру да одржава погрдни став, који је већина белаца имала о већини црнаца “, написала је Дорис Рич.
Колман није поживела довољно дуго да оснује школу за младе црне авијатичаре, али су њена пионирска достигнућа послужила као инспирација за нове генерације Афроамериканаца и Афроамериканки . „Због Беси Колман“, писао је поручник Вилијам Ј. Пауел у „Црним крилима“ (1934), филму посвећеном Беси Колман, „превазишли смо оно што је било горе од расних баријера. Превазишли смо препреке у себи и усудили се да сањамо.“ Пауел је служио у одвојеној јединици током Првог светског рата и неуморно је промовисао црну авијацију кроз своју књигу, своје часописе и Беси Колман авио клуб, који је основао 1929. године.

## Смрт
Колман је 30. априла 1926. године била у Џексонвилу, на Флориди. Недавно је купила авион Curtiss JN-4 (Jenny) у Даласу. Њен механичар и агент за рекламирање, 24-годишњи Вилијам Д. Вилс, управљао је авионом из Даласа, припремајући се за изложбу и морао је да изврши три принудна слетања, јер је авион био тако лоше одржаван. Када су то сазнали, Колманови пријатељи и породица нису сматрали летелицу безбедном и преклињали су је да не лети, али је она одбила. Приликом полетања, Вилс је управљао авионом са Беси Колман на другом седишту. Планирала је падобрански скок за следећи дан, и желела је да испита како се види из кокпита.
Десетак минута након лета, авион је неочекивано заронио, а затим се окренуо на километар изнад земље. Колман је избачена из авиона на висини од 610 метара и одмах је убијена, када је ударила о земљу. Вилс није успео да поврати контролу над авионом и он је пао на земљу. Умро је при удару. Авион је експлодирао и запалио се. Иако је олупина авиона тешко изгорела, касније је откривено да је кључ за сервисирање мотора заглавио команде. Колман је имала 34 године.
Сахрана је одржана на Флориди, пре него што је њено тело послато назад у Чикаго. Иако се у већини медија мало помињало, вести о њеној смрти биле су широко објављене у афроамеричкој штампи. Десет хиљада ожалошћених присуствовало је церемонијама у Чикагу, које је предводила активисткиња Ајда Б. Велс.

## Почасти
- Атланта, Тексас, има Регионални историјски музеј који приказује смањену репродукцијску верзију жутог двокрилног авиона Беси Колман, „Краљица Бес“. Поставка музеја такође укључује униформу и друге меморабилије у вези са животом Беси Колман.

- Јавна библиотека у Чикагу именована је у част Беси Колман,[20] као и путеви на међународном аеродрому О'Хара у Чикагу,[21] међународном аеродрому Оукланд у Калифорнији,[22] међународном аеродрому Тампа на Флориди[23] и на Међународном аеродрому у Франкфурту.[24]
- Културни центар Чикага поставио је спомен плочу на локацији њеног бившег дома  и традиција је да афроамерички авијатичари бацају цвеће током прелетања њеног гроба на Линколн гробљу.[25]
- Кружни ток који води до аеродрома у Ници, на југу Француске, добио је име по Беси Колман у марту 2016. године, а у Поатјеу постоји улица названа по њој.[26][27]
- Средња школа Беси Колман у Сидар Хилу, у Тексасу, названа је по њој.
- Беси Колман Булевар у Воксахачију, у Тексасу, где је живела као дете, назван је у њену част.[28]
- B. Coleman Aviation, оператер фиксне базе са седиштем на међународном аеродрому Чикаго, назван је у њену част.[29]
- Установљено је неколико награда за стипендије Беси Колман, за матуранте који планирају каријеру у ваздухопловству.
- Америчка поштанска служба издала је марку од 32 цента у част Колманове 1995. године.[30]
- Комеморација Беси Колман је 18. у серији црног наслеђа америчке поштанске службе.
- Колман је 2001. године примљена у Националну женску кућу славних.[31]
- Године 2006. Колман је уврштена у Кућу славних, националне авијације.[32]
- Године 2012. бронзана плоча са Колмановим ликом постављена је на улазна врата Паксон школе за напредне студије, која се налази на месту аеродрома Џексонвил, где је полетео фатални лет.
- Колманова је награђена ликом у цртаћу, у сезони 5, епизоди 11, дечјег анимираног телевизијског програма Doc McStuffins.
- Колманова је стављена на 14. место на Флинговој листи „51 хероја авијације“ из 2013. године.[33]
- Године 2014. Колман је уврштена у Међународну кућу славних, ваздухопловства и свемира, у Музеју ваздухопловства и свемира у Сан Дијегу.[34]
- 25. јануара 2015. године, Орландо је преименовао улицу Вест Вашингтон, како би одао признање најуспјешнијем становнику улице.[17]
- 26. јануара 2017. године,на 125. годишњицу њеног рођења, постављен је Google Doodle логотип у њену част.[35]
- У децембру 2019. године, The New York Times је представио Беси Колеман у свом Overlooked (читуљном филму): „Беси Колман, пионирска афроамеричка авијатичарка“[8]
- Године 2021. када је Дан краја ропства постао савезни празник, у Колораду је одржан прелет у част и њој и новом празнику.[36]

- 2021. године, Међународна астрономска унија, назвала је планину (и могући вулкан) на Плутону Coleman Mons у њену част. Налази се на ивици Плутоновог срца.[37][38]

- У знак сећања на 100. годишњицу њеног добијања летачке дозволе, у августу 2022. године, American Airlines је држао комеморативни лет од „Далас-Форт Ворта до Феникса. Летом је управљала посада која је састављена од Афроамериканки — од пилота и стјуардеса, чланова тима за пртљаг и техничара за одржавање авиона."[39]

- Колман је добила привремени лик на кованици 2023. године.[40]
- Основна школа Беси Колман у Корвалису, у Орегону, је названа по њој.[41]
- Године 2023. Mattel је додао лутку Беси Колман Барби у своју серију „Инспиративне жене“.[42]
- Године 2023., The Flight, представа инспирисана Беси Колман, дебитовала је у Factory Theatre, написана и са Берил Бејн у главној улози.[43]